# Rut Tellefsen

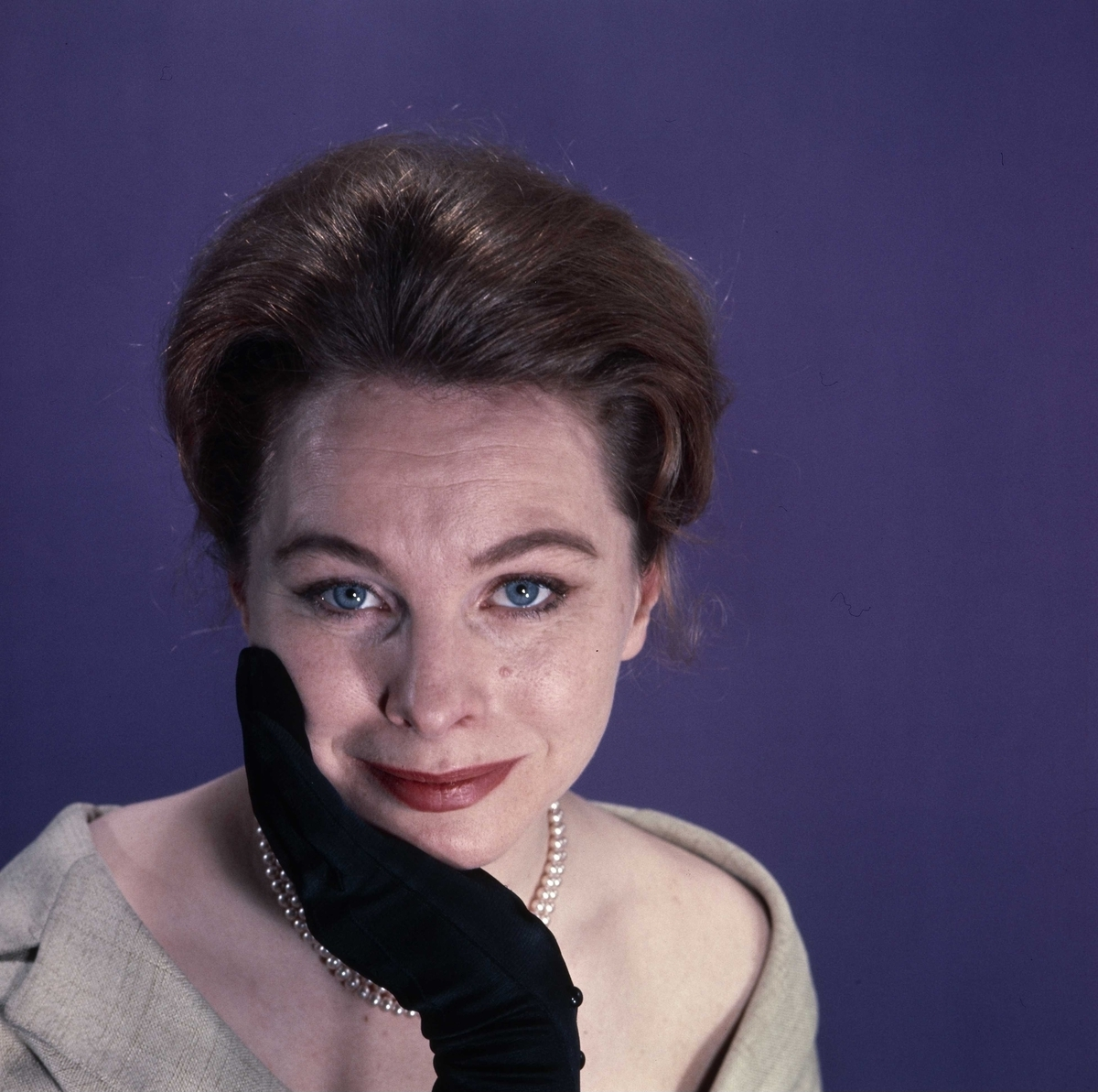
Rut Tellefsen (1962)

Rut Tellefsen (* 23. August 1930 in Malvik) ist eine norwegische Schauspielerin. Sie zählt zu den führenden Theaterdarstellerinnen ihres Landes.

## Leben
Rut Tellefsen wurde 1930 in Malvik geboren. Sie gab ihr Bühnendebüt 1956 am Det Norske Teatret in Oslo. Nachdem sie seit seiner Gründung im Jahr 1960 für das zum Norsk rikskringkasting gehörende Fjernsynsteatret tätig gewesen war, wechselte Tellefsen 1969 an das Oslo Nye Teater, wo sie bis 1973 als Schauspielerin tätig blieb.
1975 war Tellefsen einer der Mitbegründer des Teater Ibsen in Skien. Von 1981 bis 2001 gehörte sie zum Ensemble des Nationaltheatret in Oslo. Neben ihrer Bühnenkarriere wirkte Tellefsen seit 1955 auch als Darstellerin in Filmen und Fernsehserien mit. Für ihre Rolle in Kristin Lavrans Tochter wurde sie 1995 mit einem Amanda Award ausgezeichnet. Zu den weiteren Auszeichnungen, die Tellefsen für ihre Leistungen als Schauspielerin erhielt, gehörte 1985 der Kritikerprisen in der Kategorie Theater, den sie jedoch ablehnte. Im Jahr 2000 wurde Rut Tellefsen mit dem Sankt-Olav-Orden 1. Klasse ausgezeichnet.
Sie ist bis heute als Schauspielerin am Theater aktiv. Ihren bislang letzten Film- und Fernsehauftritt hatte Tellefsen 2014 in einer Folge der Serie Kampen for tilværelsen.
Rut Tellefsen war zweimal verheiratet. Von 1955 bis 1962 mit dem Schauspieler Tom Tellefsen und von 1966 bis 1972 mit dem Pianisten Kjell Bækkelund. Beide Ehen wurden geschieden. Von 1986 bis 2018 lebte sie in einem historischen Haus in Oslo, das zuvor dem bekannten norwegischen Künstler Edvard Munch gehörte. Seit dem Verkauf des Gebäudes wohnt Tellefsen in einem Appartement in westlichen Stadtteil von Oslo.

## Filmografie (Auswahl)
- 1955: Barn av solen
- 1968: Don Carlos (Fernsehfilm)
- 1979: Lucie
- 1993: Secondløitnanten
- 1995: Kristin Lavrans Tochter (Kristin Lavransdatter)
- 1996: Hamsun
- 2005: Deadline Torp (Fernsehfilm)
- 2007: Sven und Ratte und das geheimnisvolle UFO (Svein og Rotta og UFO-mysteriet)
- 2012: The Last Song (Kurzfilm)